# I nadchodzi dzień
I nadchodzi dzień (tytuł oryginalny: Dhe vjen një ditë) – albański film fabularny z roku 1986 w reżyserii Vladimira Priftiego.

## Opis fabuły
Bohaterem filmu jest ekonomista Llano Bleta. Marzy o wygodnym i beztroskim życiu, coraz rzadziej wraca do swojej rodzinnej wsi, gdzie ludzie są pochłonięci budową socjalizmu. Także w swoim miejscu pracy Bleta nie wykazuje zaangażowania i nie potrafi dostosować się do kolektywu.
Film realizowano w Tiranie i w Korczy.

## Obsada
- Viktor Zhysti jako Llano Bleta
- Ali Bega jako robotnik Beqir
- Rajmonda Bulku jako Klara Branica
- Xhevdet Ferri jako Agron Kodra
- Demir Hyskja jako Baki Branica
- Liza Laska jako matka Llano
- Robert Ndrenika jako Zenun Bleta
- Birçe Hasko jako wujek Alush
- Luiza Xhuvani jako pielęgniarka Flutura
- Rozeta Ferri jako narzeczona Llano
- Margarita Xhepa jako żona Zenuna
- Vasjan Lami jako Niko
- Taulant Godaj jako Gimi, syn Zenuna
- Ermira Gjata jako Lili
- Zhani Ziçishti jako inżynier Gjini
- Fitnete Tiço jako narzeczona Zenuna
- Ndrek Shkjezi jako Nikolla
- Vera Zheji jako matka Klary
- Arqile Nasho